# Union française pour le suffrage des femmes

L'Union française pour le suffrage des femmes (UFSF) était la branche française de l'Alliance internationale pour le suffrage des femmes.

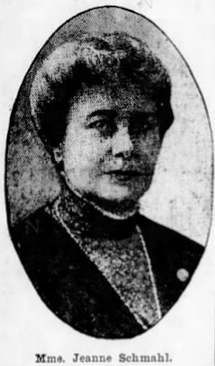
La fondatrice de l'UFSF, Jeanne Schmahl.

## Histoire
L'Union française pour le suffrage des femmes est créée en 1909 par Jeanne Schmahl avec l'appui de l'hebdomadaire La Française et de sa directrice Jane Misme. Elle est la principale organisation en France réclamant le droit de vote des femmes entre 1909 et 1940. Son siège est 53 rue Scheffer (16e arrondissement de Paris),.
Cécile Brunschvicg succède à Marguerite de Witt-Schlumberger à la tête de l'UFSF, à la mort de celle-ci, en 1924. Elle dirige l'organisation en tant que secrétaire générale de 1924 à 1946. Les adhérentes sont surtout issues de la bourgeoisie ou des milieux intellectuels. Elles demandent, dans un premier temps, le droit de vote et l'éligibilité pour les élections locales. L'Union compte 12 000 adhérentes à la veille de la Première Guerre mondiale, réparties dans les 75 fédérations départementales. De tendance modérée, l'Union n'approuve pas les actions spectaculaires menées par certaines suffragettes, mais participe au plébiscite féminin organisé en avril 1914 par Marguerite de Witt-Schlumberger. Elles sont 500 000 femmes à apporter un oui quasi unanime. L'UFSF est affiliée au mouvement féministe modéré du Conseil national des femmes françaises.
À la fin de la Première Guerre mondiale, la direction de l'UFSF est convaincue que le gouvernement, reconnaissant les efforts de guerre des femmes, va leur accorder le droit de vote. « Avant la guerre, nous nous serions peut-être contentées d'obtenir le suffrage municipal. Le balayage des rues et l'enlèvement des poubelles nous eussent été réservés. Aujourd'hui il ne nous suffit plus de briguer les fonctions d'édiles. Notre balai nous l'emploierons à l'enlèvement des ordures qui encombrent actuellement la politique (rapport de police 7 février 1918) ». Certaines militantes acceptent des restrictions au droit de vote en fonction de l'âge notamment. D'autres, plus radicales, soutenues par La Voix des femmes, s'organisent à l'initiative de Jeanne Mélin pour demander un suffrage intégral et immédiat. Le 20 mai 1919, la Chambre des députés vote le suffrage intégral pour les femmes mais le projet de loi est bloqué par le Sénat.
Sous la direction de Cécile Brunschvicg, l'UFSF qui ne comptait que 15 000 membres en 1915, dépasse les 100 000 membres en 1928. Choquée par la rebuffade du Sénat, l'UFSF adopte une attitude plus militante, collaborant, à l'occasion, avec les organisations de Louise Weiss. La modération de Cécile Brunschvicg est appréciée par les politiques et Léon Blum la nomme sous-secrétaire d'État à l'Éducation nationale dans le premier gouvernement du Front populaire en 1936, ce qui fait d'elle l'une des trois premières femmes membre d'un gouvernement français.
Les activités de l'UFSF sont mises en veilleuse pendant la Seconde Guerre mondiale. Elle est dissoute après que le vote des femmes a été obtenu, à la Libération.

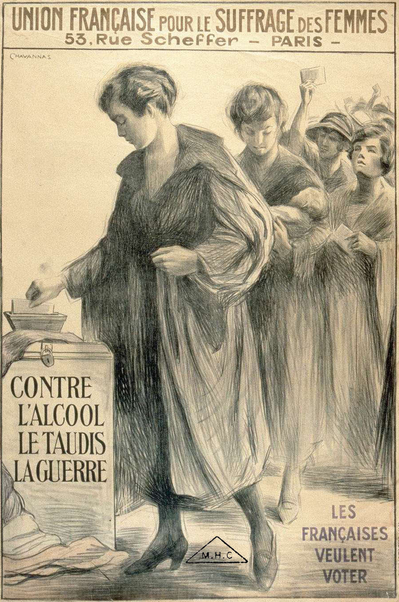
Affiche de 1909 de l'UFSF.
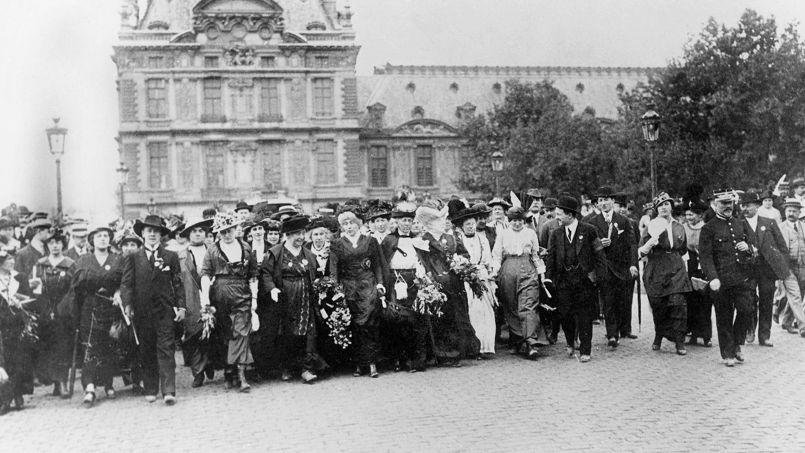
Suffragettes manifestant à Paris le 5 juillet 1914.